# Assemblea di condominio
L'assemblea di condominio, nell'ordinamento giuridico italiano, è l'organo deliberante del condominio, disciplinato dagli art. 1135, 1136 e 1137 del codice civile italiano.

## Soggetti legittimati a partecipare
Tutti i condomini hanno titolo per partecipare all'assemblea (art.67 disp. att. c.c.) e pertanto vanno avvisati nelle forme dell'art. 66 disp. att. del Codice civile.
L'assemblea non può deliberare, se non risulta che tutti i condomini sono stati invitati a parteciparvi. In proposito, l'art. 10 della legge n. 392 del 1978 sancisce che il conduttore ha diritto di voto (in luogo del proprietario dell'appartamento) nelle delibere dell'assemblea condominiale relative alle spese e alle modalità di gestione dei servizi di riscaldamento e di condizionamento dell'aria (cfr. sentenza Corte di cassazione, III sez. civ. 3 aprile 1990, n. 2762).

## Competenze
Essa decide su:
- gestione ordinaria delle parti comuni del condominio
- manutenzione straordinaria;
- nomina, revoca ed eventuale retribuzione dell'amministratore di condominio;

## Convocazione
La convocazione deve avvenire per mezzo di raccomandata, posta elettronica certificata, fax o consegnata a mano. È uso invitare i condomini con lettera raccomandata con ricevuta di ritorno. A decorrere dalla ricezione dell'avviso e la data dell'assemblea in prima convocazione devono intercorrere non meno di 5 giorni (Trib. Milano 7 maggio 1992, Sez. VIII). Si conterà quindi il giorno nel quale l'avviso di convocazione sarà stato depositato nella buca delle lettere del condomino o comunque sia entrato nella sfera di conoscibilità dello stesso fino al giorno prima dell'assemblea prevista in prima convocazione. 
Ad esempio, qualora l'avviso fosse stato recapitato il 1º giorno del mese, l'assemblea in prima convocazione non potrà tenersi prima del 6º giorno dello stesso mese, ovvero, potrà tenersi, ma le deliberazioni assembleari saranno annullabili ai sensi dell'articolo 1137 del codice civile su istanza dei dissenzienti o assenti, qualora non ritualmente convocati.
L'assemblea deve essere convocata in sede ordinaria almeno una volta l'anno, per approvare il bilancio e confermare o meno l'amministratore.
La seconda convocazione non può tenersi il medesimo giorno solare della prima, tuttavia l'amministratore può dare in un'unica comunicazione tutte le date di convocazione. Nel caso si debba procedere a convocare più assemblee in tempi brevi, l'amministratore può convocare gli aventi diritto con un unico avviso. L'assemblea può essere convocata in sede straordinaria dall'amministratore o da almeno due condomini che rappresentino un sesto del valore del condominio ogni volta che sia necessario per discutere di argomenti urgenti.
Secondo la Cassazione le assemblee straordinarie non devono essere retribuite a meno che non siano già comprese nell'onorario dell'amministratore

### Contenuto della convocazione
La convocazione deve contenere tutte le indicazioni dell'ordine del giorno.

## La delega del condomino
Ogni condomino può intervenire in assemblea in proprio oppure a mezzo di un rappresentante. Laddove il regolamento di condominio non preveda particolari regole, chiunque (condomino o estraneo) può essere delegato. Dal 18 giugno 2013 non può più essere delegato l'amministratore.
Il delegato però non può delegare a sua volta ad altri, a meno che non sia autorizzato da chi ha dato la delega. Il condomino è rappresentato in toto dal delegato, a meno che la delega non contenga, insieme alle istruzioni, anche dei limiti. Ad ogni effetto di legge, il condomino rappresentato è come se fosse presente.

## La maggioranza
Ai fini della validità della delibera, è sufficiente raggiungere la maggioranza dei millesimi (ossia la maggioranza delle quote di proprietà condominiali, detenute in quantità variabile dai condomini). La validità delle delibere si estende a tutti i condomini, anche quelli assenti o in disaccordo (ferma restando la facoltà di impugnare la delibera). Le norme relative alla validità della costituzione dell'assemblea e alla validità delle delibere sono inderogabili (art. 1138 Codice civile). Ogni condomino, assente o dissenziente, può impugnare la delibera entro 30 giorni, ex art. 1137 c.c. I 30 giorni decorrono dalla data dell'assemblea, per i presenti e dissenzienti, e dalla data della ricezione del verbale per gli assenti. Tale termine di decadenza non si applica alle assemblee non annullabili ma nulle.
Rispetto alla legge le maggioranze cambiano dalla prima convocazione alla seconda convocazione. È prassi comune fare solo la seconda convocazione perché in caso di assenza dei partecipanti, o disaccordo su alcuni punti, la maggioranza la si può trovare con numeri più esigui. 
| Quorum di valida costituzione per l'assemblea di condominio | Quorum di valida costituzione per l'assemblea di condominio | Quorum di valida costituzione per l'assemblea di condominio | Quorum di valida costituzione per l'assemblea di condominio | Quorum di valida costituzione per l'assemblea di condominio |
| Presenze necessarie                                         | Prima convocazione                                          | Prima convocazione                                          | Seconda convocazione                                        | Seconda convocazione                                        |
| ----------------------------------------------------------- | ----------------------------------------------------------- | ----------------------------------------------------------- | ----------------------------------------------------------- | ----------------------------------------------------------- |
| Presenze necessarie                                         | Numero condomini                                            | Valore Millesimi                                            | Numero condomini                                            | Valore Millesimi                                            |
| Presenze necessarie                                         | Maggioranza dei partecipanti al condominio                  | 2/3 del valore del condominio                               | 1/3 maggioranza dei partecipanti al condominio              | 1/3 del valore del condominio                               |

## Regolamento del condominio
Fra i compiti dell'assemblea vi è quello di approvare la prima versione del testo e le eventuali modifiche al Regolamento di Condominio, obbligatorio per gli edifici con più di 10 condomini (art. 1138 c.c.).
La riforma del diritto condominiale, introdotta dalla legge n. 220/2012, è carente nella disciplina del transitorio dal vecchio al nuovo regime di regole. Tuttavia, da principi generali (ius superveniens) si è dedotto che le nuove regole valgano "retroattivamente" anche per i regolamenti di condominio entrati in vigore prima dell'approvazione della legge. 
Le clausole contrarie a norme inderogabili di legge non rendono nullo l'intero regolamento, ma "devono intendersi automaticamente adeguate ovvero affette da sopravvenuta inefficacia laddove l'adeguamento non sia in concreto possibile".